# IC 1832
IC 1832 — галактика типу S0 (спіральна галактика) у сузір'ї Овен.
Цей об'єкт міститься в оригінальній редакції індексного каталогу.